# 振幅変調
振幅変調（しんぷくへんちょう、AM、英語: amplitude modulation・アンプリチュード・モデュレーション）は、変調方式の一つで、情報を搬送波の強弱で伝達する変調方式である。

## 概念
振幅変調とは、通信変調方式の一つで、主として音声信号からなる情報を、電波や光の波の振幅を変化させることで伝達する。以下の図では、振幅変調により変調された変調波を、縦軸を電圧値[V]、横軸を時間[Sec.]として、時間の関数として説明する。
上図では、音声信号等の変調周波数帯（20Hz〜20kHz）に対し、それを伝送するための搬送波（キャリア、英語: carrier wave）の周波数として、相対的にかなり高い周波数帯（例えば日本の中波放送では526.5kHz～1606.5kHz）を使用するため、搬送波の波形の一部を拡大して表現した。
変調波は、電圧振幅値が正の最大値になると振幅変調波の振幅電圧値が最大になり、逆に、同変調波が負の最大値になると振幅電圧値が最小になる。詳細は理論の項を参照。ここでは、変調波を信号波（送信しようとしている原信号（音声や音楽等））と読み替えてよい。

## 種類

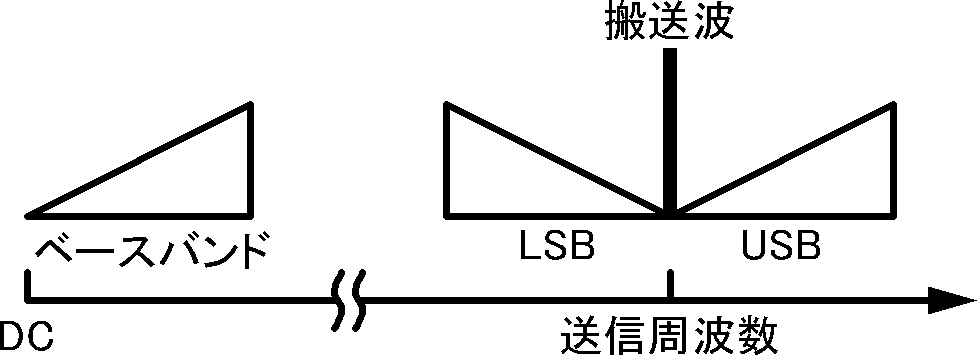
振幅変調のスペクトラム模式図

振幅変調波の周波数成分は、正弦波による搬送波を中心にして、二つの対称な側波帯（LSB (Lower Side Band) とUSB (Upper Side Band)）で構成されており、振幅変調の電波は、片側の側波帯（LSBのみ、またはUSBのみ）だけを利用することも可能である。
それぞれ搬送波の信号電圧レベルにより、次のように分類することが出来る。
全搬送波 (With Carrier)
搬送波の信号レベルをそのままで伝送するもの。復調には包絡線検波が使われることが多い。
総務省令電波法施行規則第2条第1項第67号では、「両側波帯用の受信機で受信可能となるよう搬送波を一定のレベルで送出する電波」と定義している。

低減搬送波 (Reduced Carrier)
搬送波の信号レベルをある程度まで落として伝送するもの。
電波法施行規則第2条第1項第66号では、「受信側において局部周波数の制御等に利用するため一定のレベルまで搬送波を低減して送出する電波」と定義している。

抑圧搬送波 (Suppressed Carrier)
搬送波を全く伝送しないもの。全搬送波よりも小さい送信電力で同じ伝送特性が得られる。
電波法施行規則第2条第1項第65号では、「受信側において利用しないため搬送波を抑圧して送出する電波」と定義している。
これらの変調方式の電波型式コードの第1文字目は、両側波を用いるものは搬送波の電圧レベルによらずすべて"A"、上側波または下側波のいずれか（単側波）を用いるものは全搬送波であれば"H"、低減搬送波であれば"R"、抑圧搬送波であれば"J"となる。
単に AM または DSB と言えば DSB-WC を指し、SSB と言えば SSB-SC を指すのが普通である。
以下、主要な方式について述べる。

### 全搬送波両側波帯

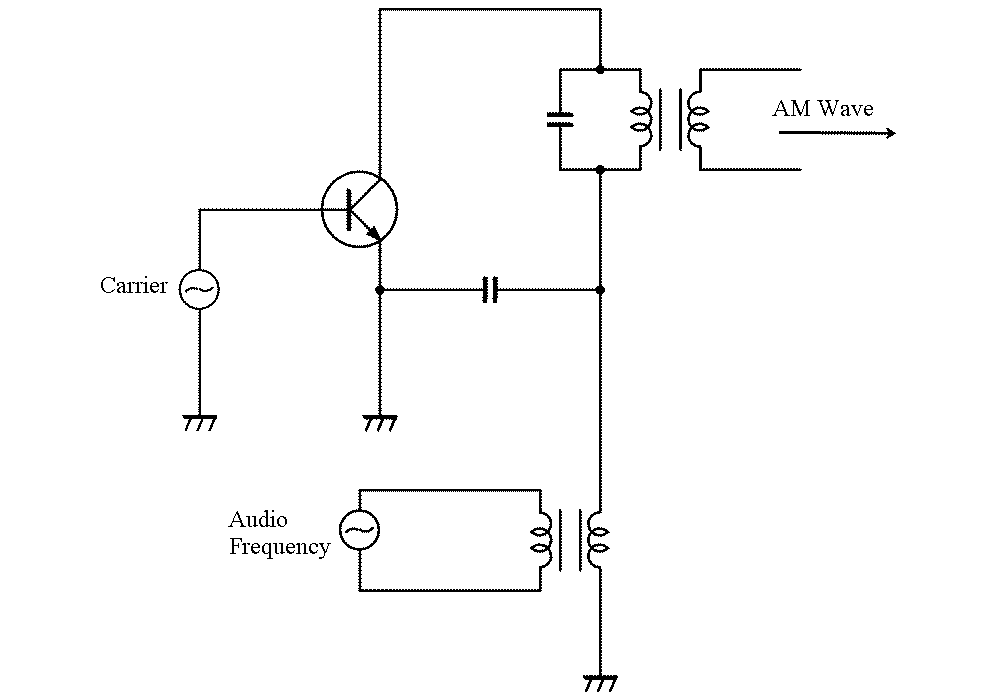
コレクタ変調の原理

全搬送波両側波帯（単にAM、またはDSB-WC、double sideband with carrier）とは中波放送、短波放送や航空無線に用いられる方式である。
振幅変調方式には、送信機回路構成上、音声信号を電力増幅して終段送信デバイス（真空管、トランジスタ、またはFET）へ電圧振幅を与える大電力変調と、送信機初段デバイスに音声信号の振幅変調をかけた後、リニア増幅器にて必要な送信出力を得る低電力変調がある。
真空管回路では、最終段の真空管高周波アンプに電力増幅した音声信号の振幅電圧を与えるハイジング変調方式、プレート変調方式が使われる。これらの方式は、終段電力増幅真空管のプレート電圧を、変調トランスを介して電力増幅した音声低周波信号で変化させて変調し、高品質な振幅変調波を得ることが比較的容易である。トランジスタ回路では、コレクタ変調方式があり、終段電力増幅トランジスタのコレクタ電圧を、変調トランスを介して電力増幅した音声低周波信号で変化させて変調する。この方式では高周波最終増幅段の電力増幅トランジスタへ変調をかけるため、大きな電力を必要とし、大電力で高品位の変調をかけることが電気回路方式上困難になる。低電力変調にはベース変調や二重平衡変調器（DBM、double balanced mixer）を利用したリング変調方式がある。ベース変調では、トランジスタのベースバイアス電圧点へ低周波電圧信号を入力させて変調をかける。二重平衡変調器 (DBM) は通常 DSB-SC を出力するが、音声信号を入力する端子に直流電流を重畳させると出力に搬送波を出力させる。振幅変調の原理は、音声低周波（ベースバンド）信号を増幅して直流電圧源の電圧振幅を変化させ、搬送波を増幅しているトランジスタのコレクタ電圧を変化させると、搬送波に低周波信号の振幅電圧変化が重畳され、振幅変調波が得られるという仕組みである。ダイオード DBM（ダイオードによる二重平衡変調器）は、送信機初段で振幅変調を行い、その振幅変調信号波をリニア増幅して必要な高周波電力を得るので実現が容易になっている。

### 抑圧搬送波両側波帯

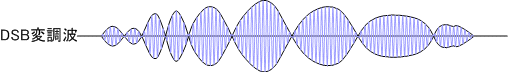
DSB-SC

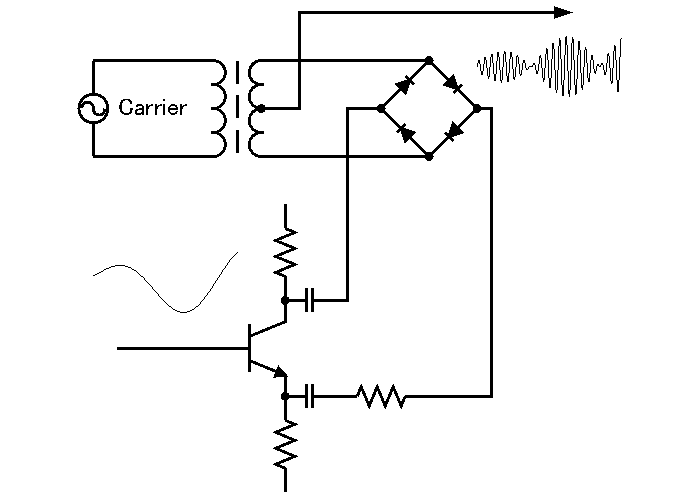
平衡変調の原理

抑圧搬送波両側波帯（DSB、double sideband）両側波帯で同じ情報を伝送するもの。AM放送では搬送波の信号レベルをそのまま伝送するが、DSBでは搬送波をキャンセルし、両側波帯のみを伝送する。抑圧搬送波と呼ばれる。
なお、正確にはDSB-SC（DSB with suppressed carrier）と呼ぶべきであるが、日本では単にDSBと省略して呼ぶ慣習がある。全搬送波両側波帯（単にAMと呼ばれることが多い）をDSBと呼ぶこともあるため、注意が必要である。例えば、総務省の文書に見られる「海上用DSB」と呼ばれる無線設備は全搬送波両側波帯である。
変調には平衡変調器が用いられる。DSB (DSB-SC) の場合は両側波帯が存在するが、SSBの受信機で受信可能で、送信機がSSBよりも簡単なことからSSBの代用として用いられることもある。しかし、電波法令上は両側波帯については全搬送波・抑圧搬送波を区別しない（電波型式の表記法を参照）ので、送信電力上で不利な扱いを受ける。FMステレオ放送の副信号がこの形式である。

### 抑圧搬送波単側波帯

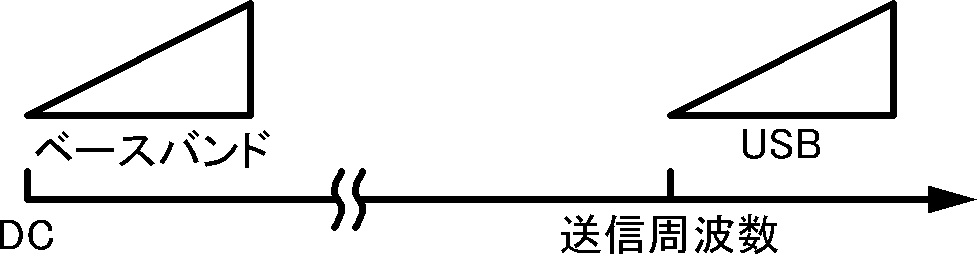
SSB (USB) のスペクトラム模式図

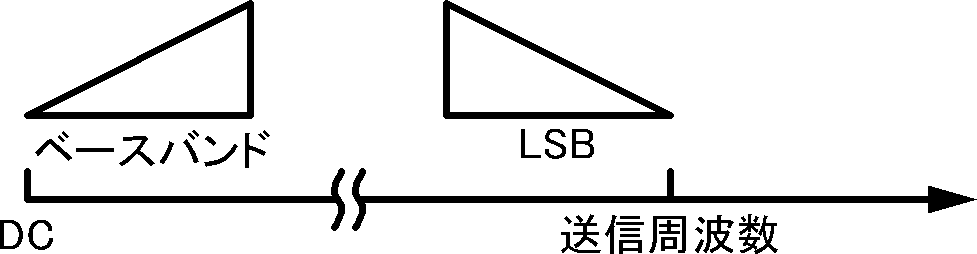
SSB (LSB) のスペクトラム模式図

抑圧搬送波単側波帯（SSB、single sideband）とは情報を片側の側波帯のみで伝送するもの。短波の業務無線やアマチュア無線などで利用される。搬送波よりも上の周波数の側波帯をUSB (Upper Side Band)、下を使うものをLSB (Lower Side Band) という。アマチュア無線を除いては、原則としてUSBを使用する。アマチュア無線局では、7MHz帯以下ではLSB、10MHz帯以上ではUSBを使う慣習になっている。取り違えても法令違反ではないが交信相手がいない。
変調には二重平衡変調器等が用いられる。これは、周波数変換器に使われる回路と同じである。二重平衡変調器には、入力用のポートが2つあり、出力用のポートが1つある。入力用のポート1に搬送波を、ポート2に音声信号を入力すると、出力用のポートから、抑圧搬送波両側波帯 (DSB-SC) で変調された信号が出力される。これは搬送波を含まず、LSBおよびUSBの両側波帯のみが含まれた信号である。これを、クリスタル・フィルタ等の急峻な特性を持つフィルタに入力し、USBまたはLSBの希望の側波帯を得ると、SSBで変調された信号が得られる。これを希望の出力まで増幅すれば SSB送信機ができる。また、クリスタルフィルタを必要としないPSN (Phase Shift Network) 変調方式がある。近年ではPSN変調方式を、マイクロコンピュータのソフトウェアによりアナログ信号をデジタル信号処理する数値演算変調方式が使われている。
SSBは、搬送波増幅の電力を使用としないため、AMより省電力でエネルギー効率が良い。また、同じ距離までの通信であればはるかに少ない電力の送信機で済み、また選択性フェージングの影響を受けにくく、同時に占有周波数帯域が狭くて済む。なお、側波帯だけに着目すれば、AMもSSBも同じものであるため、隣接大出力局の混信を避けるために、SSB受信機で混信がないほうの側波帯だけを受信し、AMの混信を避けることが可能であり、AM放送の受信テクニックとして使われている。
一方、SSBの音声通信は搬送波（キャリア）が無いために、受信機での周波数同調操作がやや難しくなる。また、良好な音調を得るためには受信周波数を数10Hzの単位で微妙な同調を調整しなければならない。SSBは受信周波数の同調点がずれると、音楽を受信する時などに顕著に音調がおかしいように聞こえる。これは送信されたSSB電波に受信機の同調がずれていると復調音の周波数がずれるために起こる。受信周波数を正確に合わせる操作をゼロインと呼ぶ。
- SSBでは、占有周波数帯域が狭いという利点を生かすため、伝送帯域を狭く設定している。
- 数MHzの中間周波数において、数100Hz離れた側波帯の片側だけを消去するような特性が非常にシビアなフィルタ回路が要求されるため、振幅や位相などについて良好な特性を持つフィルタ回路を作ることが困難である[注釈 2]。
- 抑圧搬送波には搬送波の情報が含まれていないので、送信信号と等しいスペクトルを持つ受信信号を得ることは困難である。最終的には、原音と同じ音質になるよう、人間の聴感で周波数を合わせることになる。
- SSB受信時の受信信号強度の変化を補正するにはAGC（自動利得制御）を使うが、搬送波が無いためAGCの基準になるものは、例えば音声通信の場合は、音声のエンベロープを基準にAGCが動作する。そのため、大きな声も小さな声も同じ大きさの声になるほか、無音時は受信ゲインが最大となり、耳障りな雑音が出力される[注釈 3]。
- 変調に使う搬送波と復調に使う搬送波が異なるため、搬送波のC/Nが悪いと（残留FM成分が多いと）瞬時的に搬送周波数が変動することとなり、復調音声の品質が損なわれる[注釈 4]。
- SSBは、FMのようにチャネルで区切って隣接チャネルとの間に十分なガードバンドを設けて使うということをしないため、隣接した周波数で行われる通信が雑音となって可聴周波数に落ち込んできて、耳障りとなる[注釈 5]。

### 残留側波帯
残留側波帯（VSB、vestigial sideband）とは帯域幅を節約するため片方の側波帯だけにしたいが、ほぼ直流の成分（搬送波の周波数の直近となる）まで送信する必要があるため、現実的なフィルタの性能から、反対側の側波帯の一部まで送信する方式。アナログテレビジョン放送の映像信号の伝送に用いられる。

### AMステレオの方式

#### カーン方式
カーン方式は、USB、LSBそれぞれの側波帯を左右の音声信号とするもので、independent sideband (ISB) ともいう。日本とアメリカ合衆国では標準としての採用は無かった。

#### モトローラ方式
モトローラ方式は、和信号により搬送波を平衡変調した信号と、差信号に25Hzのパイロット信号を加えた信号で直交する搬送波を平衡変調した信号とを合成し、振幅制限したものを搬送波として、和信号で振幅変調する。通常のAMラジオ波としての問題が少ないことから Compatible Quadrature Amplitude Modulation (C-QUAM) という名称がある（QAMの記事も参照）。日本とアメリカ合衆国で以前に中波AMラジオ放送のステレオ化がされた際、標準方式として採用された。

#### その他
- ハリス方式 (VCPM)
- マグナボックス方式 (AM-PM) - アメリカ合衆国で一度、標準方式に仮決定されたが、他方式も認可され、結局は市場淘汰された。
- ベラー方式 (AM-FM)

## 利用

### 放送
振幅変調(AM)によるラジオ放送は、主に中波（MW、いわゆる”AMラジオ”はこちら）および短波(SW)でおこなわれている。ロシアやヨーロッパの一部地域では長波(LF/LW)でも行われている。
- それぞれ、中波放送と短波放送の記事を参照。長波放送については長波#長波放送を参照。
- アナログテレビジョン放送の映像信号に、前述の残留側波帯方式が使われている。

### 通信
航空無線では、超短波でも振幅変調を利用している。これは、周波数変調では混信の際に弱い側がかき消されてしまう性質が極めて強いのに対し、振幅変調ではそのまま混信となることが、むしろ航空無線では利点だからである。アマチュア無線では、周波数帯域幅の節約のため、もっぱらSSBが使われているが、バンドプランに余裕のある50MHz帯（6mバンド）などAMも生き残っている。
無線の他、有線電気通信において「搬送」などと呼ばれた初期の多重化の方式もAMによるごく単純なFDMAであった。1960年代に開始された（主に国際電話の）海底ケーブルによる大陸間通信の頃でもAMは用いられており、キャリア周波数を変えて変調を掛けることで、128chの通信を1本の海底ケーブルに収容した。

### 電信
無線電信で多く使われるのは、いわゆる電波型式のA1である、単なるオン・オフによる搬送波の断続であるが、技術的観点などからはこれを振幅0%と振幅100%の振幅変調であるとみなすこともある（デジタル変調#振幅偏移変調も参照）。振幅変調によって可聴域で電信を行う場合のA2という分類もある（ただし、A2Aによる「可聴変調波を使用するモールス符号電信」には、アマチュア無線ではA1と同様に第三級以上が必要）。

## 理論
振幅変調波は電気信号として、次のように搬送波、変調波を、時間と電圧に関する三角関数の合成式で表現できる。
搬送波電圧{\displaystyle v_{\mathrm {c} }}は、振幅を{\displaystyle V_{\mathrm {c} }}、搬送波角周波数を{\displaystyle \omega _{\mathrm {c} }(=2\pi f_{\mathrm {c} })}とすると、
{\displaystyle v_{\mathrm {c} }(t)=V_{\mathrm {c} }\cos \omega _{\mathrm {c} }t}
同様に、信号波電圧{\displaystyle v_{\mathrm {s} }}は、振幅を{\displaystyle V_{\mathrm {s} }}、信号波角周波数を{\displaystyle \omega _{\mathrm {s} }(=2\pi f_{\mathrm {s} })}とすると、
{\displaystyle v_{\mathrm {s} }(t)=V_{\mathrm {s} }\cos \omega _{\mathrm {s} }t}
と表せる。このとき、変調された搬送波振幅{\displaystyle V_{\mathrm {m} }}は、
{\displaystyle V_{\mathrm {m} }(t)=V_{\mathrm {c} }+v_{\mathrm {s} }(t)=V_{\mathrm {c} }+V_{\mathrm {s} }\cos \omega _{\mathrm {s} }t}
となり、変調波{\displaystyle v_{\mathrm {m} }}は、
{\displaystyle {\begin{aligned}v_{\mathrm {m} }(t)&=V_{\mathrm {m} }(t)\cos \omega _{\mathrm {c} }t\\&=(V_{\mathrm {c} }+V_{\mathrm {s} }\cos \omega _{\mathrm {s} }t)\cos \omega _{\mathrm {c} }t\\&=V_{\mathrm {c} }(1+m\cos \omega _{\mathrm {s} }t)\cos \omega _{\mathrm {c} }t\\&=V_{\mathrm {c} }\cos \omega _{\mathrm {c} }t+mV_{\mathrm {c} }\cos \omega _{\mathrm {s} }t\cos \omega _{\mathrm {c} }t\\&=V_{\mathrm {c} }\cos \omega _{\mathrm {c} }t+{\frac {mV_{\mathrm {c} }}{2}}[\cos(\omega _{\mathrm {c} }+\omega _{\mathrm {s} })t+\cos(\omega _{\mathrm {c} }-\omega _{\mathrm {s} })t]\\&=v_{\mathrm {c} }(t)+{\frac {mV_{\mathrm {c} }}{2}}[\cos(\omega _{\mathrm {c} }+\omega _{\mathrm {s} })t+\cos(\omega _{\mathrm {c} }-\omega _{\mathrm {s} })t]\end{aligned}}}
この式において、{\displaystyle m=V_{\mathrm {s} }/V_{\mathrm {c} }}は変調度といい、信号波と搬送波の振幅の比と定義する値である。また、{\displaystyle \omega _{\mathrm {c} }+\omega _{\mathrm {s} }}を上側波、{\displaystyle \omega _{\mathrm {c} }-\omega _{\mathrm {s} }}を下側波という（変調波が複数の周波数を含む場合はそれぞれ上側波帯 (USB)、下側波帯 (LSB) という）。
変調度の値が大きいほど信号波の振幅が大きくなり了解度の良い変調具合になる。ただし100%を超える状態を過変調といい、復調信号の波形が歪み、また実装上は不要波を発生して他の通信に妨害を与えるので、放送では変調度の最大値が厳しく規定されている。
占有帯域幅は、次の式で表される。
- 両側波帯 (DSB)
  - {\displaystyle BW=(f_{\mathrm {c} }+f_{\mathrm {s} })-(f_{\mathrm {c} }-f_{\mathrm {s} })=2f_{\mathrm {s} }\,}
- 単側波帯 (SSB)
  - {\displaystyle BW=f_{\mathrm {s} }\,}
    - {\displaystyle BW} :占有帯域幅